# 哲尔
哲尔（Djer），古埃及第一王朝（约公元前3100年）第二任或第三任法老。哲爾的荷魯斯名解作「救助人的荷魯斯」（Horus who succours）。
在阿拜多斯王名表上，第二任法老的名字為「特提」（Teti），都靈王名表上的則是「伊特提」（Iteti），而曼涅托的記載則是「阿托提斯」（Athothis）。然而，部分學者對古埃及第一王朝時期的第一位法老到底是美尼斯（或那爾邁）還是荷爾-阿哈仍有爭議（亦有學者認為二者其實是同一人）。假如那爾邁及荷爾-阿哈指的分別是兩位法老，那哲爾就是第一王朝的第三位法老。
哲爾或其妻子被製成木乃伊後剩下的手腕曾被發現，但後來卻遺失了。

## 統治年期
根據公元前3世紀的古埃及史官、祭師曼涅托的记载，哲爾統治埃及長達57年。托比·威尔金森在《Royal Annals of Ancient Egypt》中強調，較接近當時的文物（即巴勒莫石碑）应較為可靠，所以哲爾統治埃及的時期為「41年有餘」（41 complete and partial years）。

## 墓地遺址

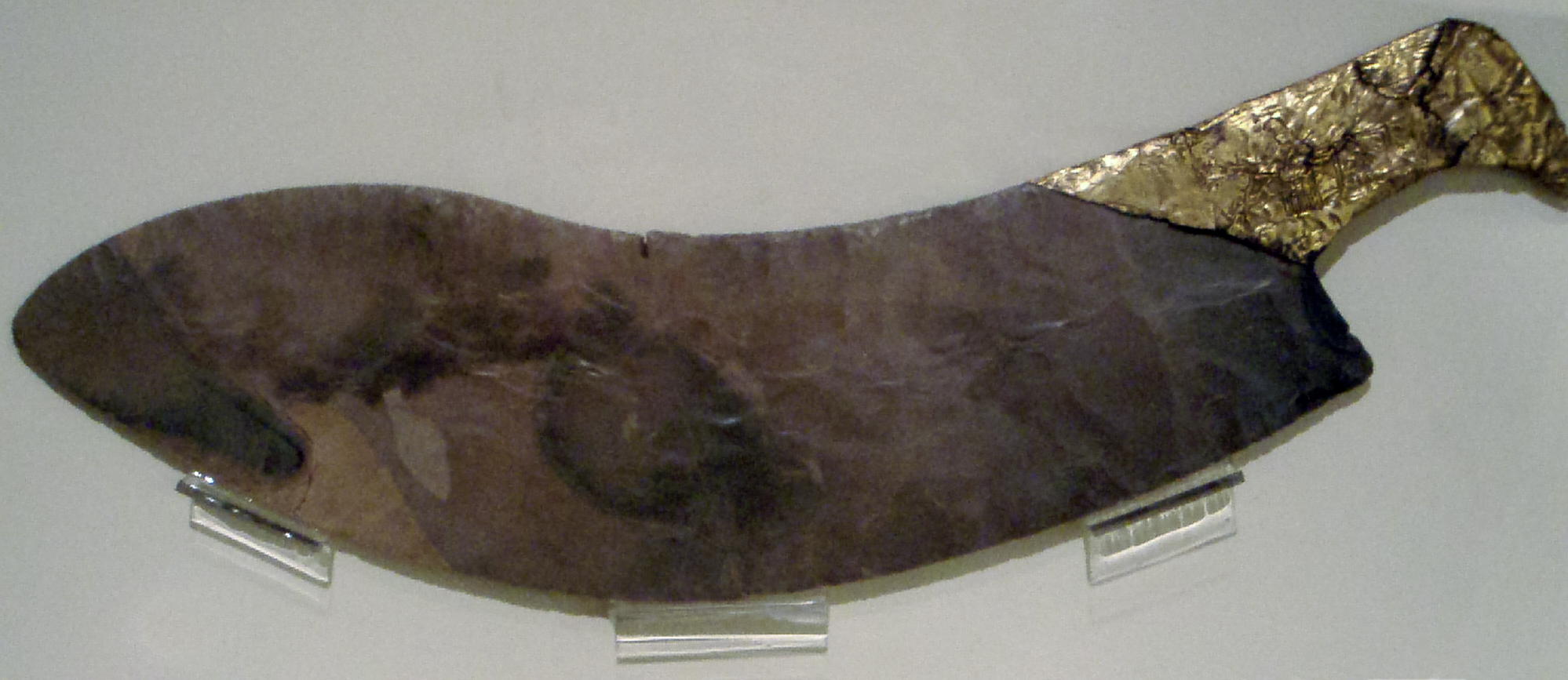
以火石製成的祭祀用屠刀，金製刀柄上刻有哲爾的荷魯斯名。於加拿大皇家安大略博物館收藏

哲爾的墓地群組中在阿拜多斯中是最大的，面積達70米x40米（計及附屬墓地）。
以下為哲爾生平及統治的證據：
- 阿拜多斯烏姆·卡伯的墓地
- 薩卡拉2185號及3471號墓地的印章
- 薩卡拉3503號、3566號及3035號墓的銘刻
- 赫勒萬的印刻及銘刻
- 於圖拉（Turah，亦作Tura）發現刻有哲爾名字的瓶
- 於阿拜多斯發現的編號UC16182象牙板，哲爾附近編號為612的墓地
- 刻有哲爾名字的銅製扁斧（阿拜多斯編號461墓）
- 於蘇丹哈拉法乾谷（Wadi Halfa）發現刻有哲爾的銘文

## 在位事跡
因为刻於象牙板及木板的文字屬於非常早期的象形文字，故其妨礙了破譯的進度，然而於薩卡拉的木刻板似乎顯示出古埃及第一王朝有活人獻祭的傳統。一塊出土自阿拜多斯的象牙板提及哲爾曾到達过尼羅河三角洲的布托及塞易斯。他統治的其中一年被記錄為「打敗塞捷特國土的一年」，有學者認為「塞捷特」指的可能是西奈半島或更遠的地方。
與前任法老荷爾-阿哈相似，哲爾葬於當時的聖地阿拜多斯。在他的墓地發現了318個陪葬的僕人。在他的墳墓附近亦發現了他女兒美麗奈茨（Merneith）的陵墓。她亦以法老之名被埋葬，墓中亦有不少陪葬者。美麗奈茨是繼任法老傑特的妻子，以及他們兒子登的母親，美麗奈茨很可曾在登繼承傑特的王位時攝政（前提是她没有继承傑特的王位而成為女法老）。在某个时候，哲尔的坟墓被火烧毁，可能早在第二王朝就已毁坏。自第十八王朝起，人們奉荷爾-阿哈的墓地為歐西里斯的陵墓，當地（包括哲爾的陵墓）對古埃及宗教傳統來說非常重要。
曼涅托指出第一王朝的法老在孟斐斯統治埃及，而哲爾的其中一位妻子赫爾奈特（Herneith）埋葬於薩卡拉。曼涅托亦認為「阿托提斯」（有時被認為與哲爾是同一人）曾撰寫過一部關於解剖學的論著，此作品直至自當時至二千年後，即古希臘時代仍然存在。

## 資料來源
1. ↑  Aidan Dodson & Dyan Hilton (2004): The Complete Royal Families of Ancient Egypt, p.45, London: Thames & Hudson ISBN 0-500-05128-3
2. 1 2 3  .   [2009-06-02]. （原始内容存档于2020-06-20）.
3. ↑  Peter Clayton (2006): Chronicle of the Pharaohs, p.16 London: Thames & Hudson Ltd. ISBN 0500286280
4. ↑  Toby Wilkinson (2000): Royal Annals of Ancient Egypt: The Palermo Stone and Its Associated Fragments, p.79, Kegan Paul International.
5. ↑  Shaw, Ian (Ed.) (2003): The Oxford history of Ancient Egypt, p.68, Oxford: Oxford Unversity Press.
6. ↑  劉文鵬（2000年）：《古代埃及史》，106-107頁，北京：商務印書館
7. ↑  Toby A. H. Wilkinson (1999): Early Dynastic Egypt, p.72-73, London/New York: Routledge, ISBN 0-415-18633-1.
8. ↑  Thomas Kühn: Die Königsgräber der 1. & 2. Dynastie in Abydos. In: Kemet. Issue 1, 2008.
9. ↑  Baker, Darrell D. . Egypt: The American University in Cairo Press. 2008: 93.